# Dominic Seiterle
Dominic Seiterle, född den 4 september 1975 i Montréal i Kanada, är en kanadensisk roddare.
Han tog OS-guld i åtta med styrman i samband med de olympiska roddtävlingarna 2008 i Peking.